# Brownhill Creek Recreation Park
Brownhill Creek Recreation Park är en park i Australien. Den ligger i delstaten South Australia, nära delstatshuvudstaden Adelaide.
Runt Brownhill Creek Recreation Park är det ganska tätbefolkat, med 222 invånare per kvadratkilometer.. Närmaste större samhälle är Adelaide, nära Brownhill Creek Recreation Park. 
I omgivningarna runt Brownhill Creek Recreation Park växer huvudsakligen savannskog. Genomsnittlig årsnederbörd är 729 millimeter. Den regnigaste månaden är juni, med i genomsnitt 133 mm nederbörd, och den torraste är december, med 21 mm nederbörd.